# Duca di Lennox
Duca di Lennox, è un titolo fra i pari di Scozia creato nel 1581 da Giacomo VI di Scozia per Esmé Stewart. Con la morte di Charles Stewart, VI duca di Lennox, unico figlio del quarto figlio del III Duca, morto senza eredi maschi, tutti i suoi titoli ad eccezione della baronìa Clifton si estinsero. Il titolo venne ricreato da re Carlo II d'Inghilterra nel 1675 per il figlio illegittimo, Charles, avuto da Louise de Kérouaille, duchessa di Portsmouth.

## Storia
Il titolo di Duca di Lennox venne creato per i capi del Clan Stewart di Darnley. Il ducato, che prendeva il nome dal distretto di Lennox nello Stirling, venne creato per la prima volta nel 1581 come elevazione per i Conti di Lennox. Il secondo Duca di Lennox venne nominato anche Duca di Richmond; alla sua morte, il ducato di Richmond si estinse. Il quarto Duca di Lennox venne creato anch'egli Duca di Richmond; alla morte del sesto Duca, entrambi i ducati si estinsero.
Nel 1675 entrambi i ducati vennero ricreati per Charles Lennox, figlio illegittimo di Carlo II. Il Duca di Richmond e Lennox venne creato anche Duca di Gordon nel 1876. Per questi particolari favoritismi storici, i Duchi di Richmond, Lennox e Gordon sono oggi tra coloro che detengono più titoli nel reame (comprendendo anche l'antico ducato francese di Aubigny-sur-Nère, di derivazione normanna).

## Duchi di Lennox, prima creazione (1581)
Titoli sussidiari: conte di Lennox (1579), conte di Darnley (1581), barone Darnley, Aubigny e Dalkeith (1579) e lord Aubigny, Dalkeith, Torboltoun e Aberdour (1581)
- Esmé Stewart, I duca di Lennox (1542–1583) fu parente e favorito di Giacomo VI di Scozia

Titoli alti e sussidiari (II duca): duca di Richmond (1623), conte di Richmond (1613), conte di Newcastle-upon-Tyne (1623) e barone Setrington (1613) gran ciambellano di Scozia (1591, reso poi ereditario 1603-1703)
- Ludovic Stewart, II duca di Lennox, I duca di Richmond (1574–1624), figlio primogenito del I duca, venne elevato nella parìa inglese. Quando morì senza figli illegittimi, la sua parìa inglese si estinse

Titoli sussidiari (III duca): conte di March e barone Stuart di Leighton Bromswold (1619)
- Esmé Stewart, III duca di Lennox (1579–1624), figlio minore del I duca

Titoli sussidiari (IV duca): barone Clifton di Leighton Bromswold (1608)
- James Stewart, IV duca di Lennox, I duca di Richmond (1612–1655), figlio maggiore del III duca
- Esmé Stewart, V duca di Lennox, II duca di Richmond (1649–1660), unico figlio del IV duca, morì senza eredi

Titoli sussidiari (VI duca): conte di Lichfield e barone Stuart di Newbury, nella contea di Berks (1645) e barone Cobham (1666)
- Charles Stewart, VI duca di Lennox, III duca di Richmond (1639–1672), unico figlio del quarto figlio del III duca, morto senza eredi maschi e tutti i suoi titoli ad eccezione della baronìa Clifton si estinsero

## Duchi di Lennox, seconda creazione (1675)
Altri titoli: duca di Richmond e conte di March (1675), conte di Darnley (1675), barone Settrington, nella contea di York (1675) e lord Torboulton (1675)
- Charles Lennox, I duca di Richmond, I duca di Lennox (1672–1723), figlio illegittimo del re Carlo II
- Charles Lennox, II duca di Richmond, II duca di Lennox (1701–1750), figlio del I duca, quarto figlio del IX signore d'Aubigny
  - Charles Lennox, conte di March (1724), figlio primogenito del II duca, morto infante
  - Charles Lennox, conte di March (1730), figlio secondogenito del II duca, morto infante
- Charles Lennox, III duca di Richmond, III duca di Lennox (1734–1806), figlio terzogenito del II duca, morto senza eredi legittimi
- Charles Lennox, IV duca di Richmond, IV duca di Lennox (1764–1819), unico figlio del generale Lord George Lennox,
- Charles Lennox, V duca di Richmond, V duca di Lennox (1791–1860), figlio primogenit del IV duca

Altri titoli (VI duca): duca di Gordon e conte di Kinrara, nella contea di Inverness (1876)
- Charles Gordon-Lennox, VI duca di Richmond, VI duca di Lennox, I duca di Gordon (1818–1903), figlio primogenito del V duca
- Charles Gordon-Lennox, VII duca di Richmond, VII duca di Lennox, II duca di Gordon (1845–1928), figlio primogenito del VI duca
- Charles Gordon-Lennox, VIII duca di Richmond, VIII duca di Lennox, III duca di Gordon (1870–1935), figlio primogenito del VII duca
  - Charles Gordon-Lennox, lord Settrington (1899–1919), figlio primogenito dell'VIII duca, premorì al padre senza eredi
- Frederick Gordon-Lennox, IX duca di Richmond, IX duca di Lennox, IV duca di Gordon (1904–1989), figlio secondogenito dell'VIII duca
- Charles Gordon-Lennox, X duca di Richmond, X duca di Lennox, V duca di Gordon (1929-2017), figlio primogenito del IX duca
- Charles Gordon-Lennox, XI duca di Richmond (n. 1955), unico figlio del X duca
  - Erede apparente: Charles Gordon-Lennox, conte di March e Kinrara (n. 1994), primo figlio maschio del XI duca